# IPhone 4S
iPhone 4S（アイフォーン フォーエス）は、Appleが開発、販売していたiPhoneの第5世代目のモデルである、また スティーブ・ジョブズが最後に見届けたiPhoneとして知られている。

## 概要
2011年10月4日にiPhone 4Sはカリフォルニア州クパチーノにて発表され、同月7日より7カ国（アメリカ合衆国、オーストラリア、イギリス、フランス、ドイツ、日本）で予約が受け付けられ、14日にそれらの国で予約分が最初に発送されたのと同時に店舗での直接販売も開始された。22日にアイルランド、メキシコ、シンガポールなどさらに22カ国で販売が開始された
iPhoneの第5世代機種であり、前機種であるiPhone 4の外面デザインを引き継ぎ、ハードウェア機能の改善やソフトウェアのアップデートが施されている。「4S」という名の由来になったSiriと呼ばれる音声認識システムとiCloudというクラウドストレージサービスが搭載されている。端末の幾つかの機能がSiriを通して音声で操作できるとされる。
iPhone 4Sはアメリカ合衆国内8キャリアを含む70カ国100社の携帯電話キャリアで販売されている。また米国内ユーザー向けに2011年11月11日よりアンロック（契約無し）バージョンを販売している。AP通信によるとAT&T曰くiPhone 4Sの需要は早くも「桁外れ」だと説明していると述べている。iPhone 4Sに対する評価は概ね良好であり、レビュアーはSiri、新しいカメラや処理速度は旧機種と比べて重要なアドバンテージとしている。発売3日間でiPhone 4Sは400万台の売り上げを見せた。
日本国内では従来のソフトバンクモバイルに加え、今機種より新たにKDDI（以下au）からも発売されるようになった。これにより、日本国内のNTTドコモを除く主要2キャリアでiPhoneを取り扱うこととなった。

## 歴史

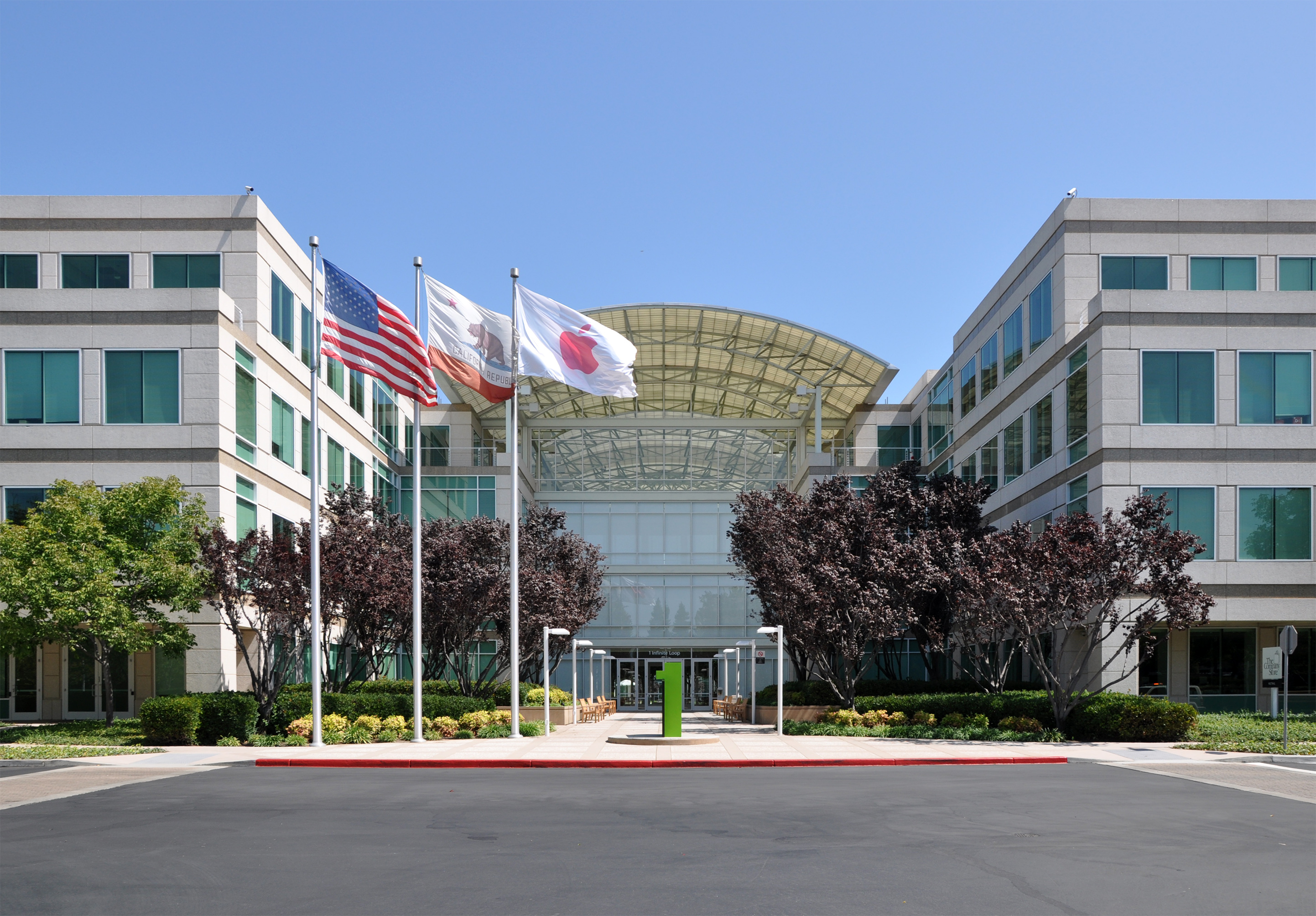
WWDC以外のイベントを多く開催しているヤーバ・ブエナ芸術センターの代わりにApple Campusにて"Let's Talk iPhone"イベントが開催された。

iPhone 4Sの発表までの間、様々な機能や商品名（"iPhone 5"）を含むAppleの次世代機についての憶測が広まっており、発表後は新機種の名前に関して期待外れとする声が聞かれた。2011年5月始め、商品名が"iPhone 4S"であることやA5チップの搭載、HSDPA+対応、新しいカメラ、スプリントによる取り扱いといったかなり正確な情報が流れるようになった。
iPhone 4SとiPhone 4のCDMAモデルとの外見上の違いは、iPhone 4SにSIMカードスロットがあることのみである。ほとんどの変更点は内部的に関することで、iPhone 4のGSMとiPhone 4Sに僅かな外見上の違いがあるほか、iPhone 4のCDMAモデルとGSMモデルとの間にも違いがあった。
2011年10月4日、カリフォルニア州クパチーノのApple Campusにて開催された"Let's Talk iPhone"イベントでiPhone 4Sは公開された。ティム・クックは今年初めのベライゾンでの基調講演を行なっていたがAppleでの基調講演は初めてだった。この時Appleの共同設立者であるスティーブ・ジョブズは健康状態の悪化により不在で、iPhone 4Sの発表翌日に死去している。Wired誌のティム・カーモディはクックを企業業績の観点から賞賛し、彼を「グローバルビジネスシンカー」「タスクマスター」と称している。
その他"Let's Talk iPhone"イベントではEpic Gamesのマイク・キャップスがiPhone 4Sで自社ゲームのInfinity Bladeの続編であるInfinity Blade IIのデモンストレーションを行った。キャップスはこのゲームではUnreal Engine 3とXbox 360のGears of War 3で使用されているグラフィック技術と同様の機能を使用していると豪語している。
| 発売日                                                             | 発売日 | 発売日 | 発売日                                | 発売日 | 発売日 |
| 2011年10月14日                                                     | 2011年10月28日 | 2011年11月11日 | 2011年11月25日                        | 2011年12月16日 | 2012年1月13日 |
| ------------------------------------------------------------------ | --- | --- | ------------------------------------- | --- | --- |
| アメリカ合衆国 カナダ オーストラリア イギリス フランス ドイツ 日本 | オーストリア ベルギー チェコ デンマーク エストニア フィンランド ハンガリー アイルランド イタリア ラトビア リヒテンシュタイン リトアニア ルクセンブルク メキシコ オランダ ノルウェー シンガポール スロバキア スロベニア スペイン スウェーデン スイス | アルバニア アルメニア ブルガリア エルサルバドル ギリシャ グアテマラ 香港 マルタ モンテネグロ ニュージーランド パナマ ポーランド ポルトガル ルーマニア 韓国 アメリカ合衆国（契約無し） | コロンビア クロアチア モルドバ インド | ブラジル チリ イスラエル マレーシア フィリピン ロシア サウジアラビア 南アフリカ 台湾 タイ トルコ アラブ首長国連邦 クウェート バーレーン | アンギラ アンティグア・バーブーダ ボリビア ボツワナ イギリス領ヴァージン諸島 カメルーン ケイマン諸島 中央アフリカ共和国 中国 ドミニカ国 ドミニカ共和国 エクアドル グレナダ グアム ギニア コートジボワール ジャマイカ ケニア マダガスカル マリ モーリタニア ニジェール セネガル セントビンセント・グレナディーン トリニダード・トバゴ タークス・カイコス諸島 ウガンダ ヨルダン |

2013年9月のiPhone 5s/5cの販売に合わせて、4Sから4sに、名称末尾のアルファベットを大文字から小文字に変更。新たに8GBを設定し、5cの下位モデルとして2年契約時に無料で提供されることになった。

## 機能

### ソフトウェア

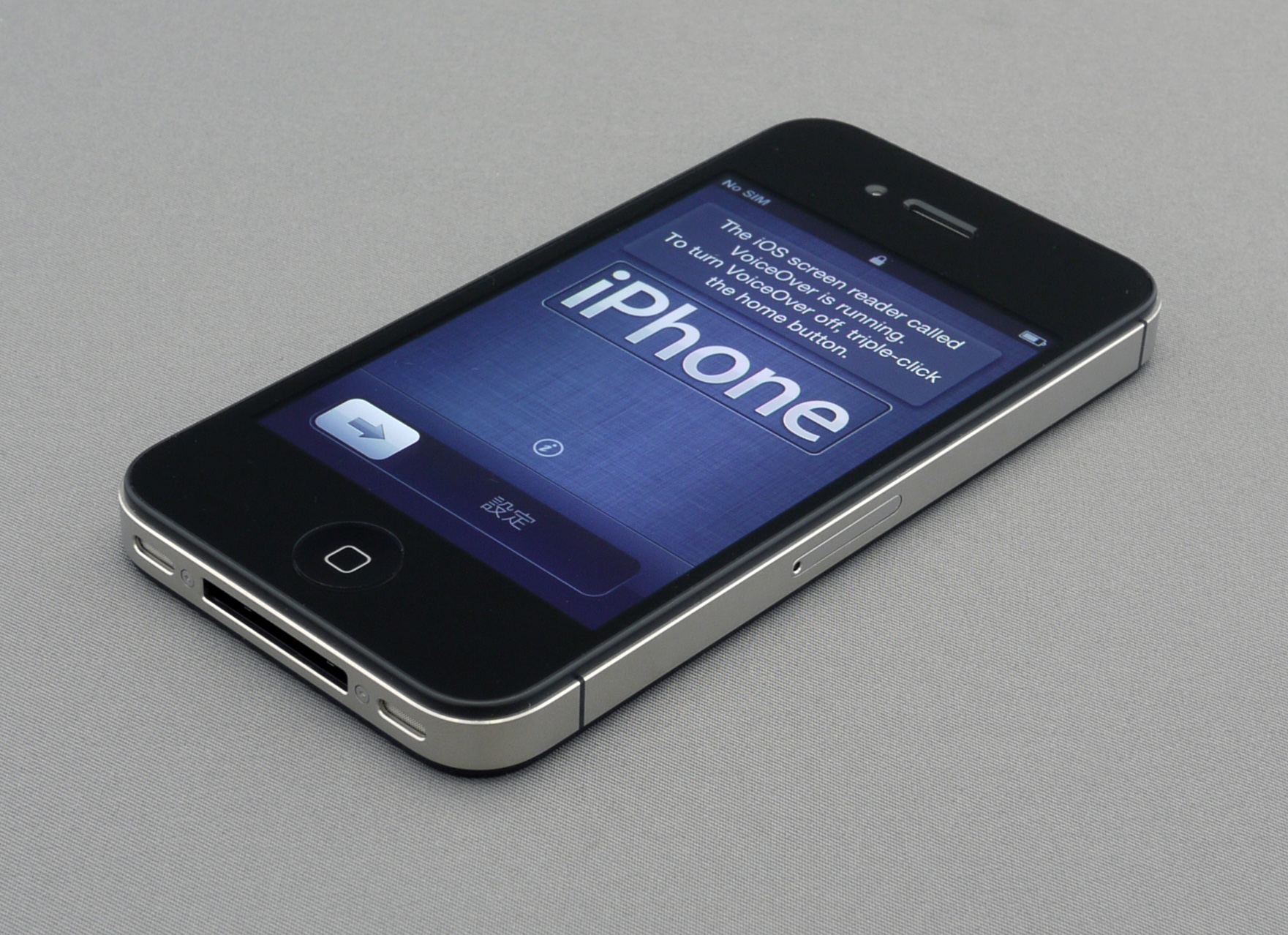
iPhone 4Sのセットアップ画面。iPhone 4SはiOS 5以降、iCloudの登場により初期設定の際にiTunesに接続する必要がなくなった。

iPhone 4SはAppleのモバイルオペレーティングシステムであるiOSを搭載している。iOSのユーザインタフェースはマルチタッチジェスチャーを使った直接操作インタフェースの概念が元になっている。ユーザーの入力に対し即座に反応するインターフェースにより、スムーズな操作が可能である。iOSはスワイプ、タップ、ピンチ、リバースピンチといったジェスチャー操作により、その位置付けを明らかなものにした。また、内蔵加速度計により、端末を振ったり、傾けたりする動作をAppが認識することができる。前者は"元に戻す"など、後者はポートレートモード（縦向きモード）とランドスケープモード（横向きモード）を切り替えるときなどに用いられる。

## iOS
iPhone 4Sには2012年5月7日にリリースされたiOS 5.1.1が搭載される。Wi-FiやBluetooth、USBケーブルを介したインターネット共有やAppleが運営するiOSのデジタルアプリケーション販売のプラットフォームであるApp Storeへのアクセスが可能である。App StoreはAppleが提供しているXcodeやiOS SDKで開発されたモバイルアプリケーションをユーザーがiTunes Storeからダウンロードすることを可能にするサービスであり、GarageBand、iMovie、iPhoto、iWorkアプリケーション（Pages, Keynote, Numbers）といったソフトウェアを購入することができる。
iPhone 4SにはSafari、メール、写真、ビデオ、YouTube、ミュージック、iTunes Store、App Store、マップ、メモ、カレンダー、Game Center、連絡先と言った主要なAppがデフォルトでインストールされている。また、以前のiOSデバイスのようにiPhone 4SもiTunesを使ってMacやPCと同期できるが、iOS 5以降は完全にPC不要で同期できるようになっている。セルラーネットワークを使った通話に加えて、ユーザーはWi-FiやVoIPアプリケーションを使ったセルラーネットワークを通して有線ヘッドセットや内蔵スピーカーとマイクロフォンによる音声通話も可能になっている。
さらに音楽や映画、テレビ番組、電子書籍、オーディオブック、ポッドキャストを再生することができ、メディアライブラリでタイトル（曲名）、アーティスト、アルバム、ビデオ、プレイリスト、ジャンル、作曲者、ポッドキャスト、オーディオブック、コンピレーション別にソートすることもできる。また任意でiTunesで維持を設定したプレイリストを除いて常にアルファベット順にすることもできる。iPhoneではユーザーの選択範囲を広げるために大きいフォントを使う。ユーザーはCover Flowにアクセスするために端末の向きを水平にしてランドスケープモードにすることができる。この機能によりiTunesと同様に、フォトライブラリのような体裁で表示されたアルバムジャケットを指でスワイプし、連続表示させることができる。またヘッドセットの操作盤のように一時停止、再生、スキップ、リピート再生も可能。iPhone 4SではApple Earphonesで音量調整をできる他、ボイスコントロール機能でトラックを識別したり、プレイリストや特定のアーティストの曲を再生したり、Geniusプレイリストを作成したりできる。
iPhone 4Sでの新たな独自の機能としてSiriという音声認識アシスタント機能があり、ユーザがiPhoneに話しかけることで、指示に対して応答する。デフォルトでインストールされたほとんどのアプリケーションに対応している。必ずしも特定の言葉である必要はなく、自然言語による操作が可能である。Siriはホームボタンを長押しすることで起動する。Appleの動画の通り、Siriについて特筆すべきは、運転中でも、運動をしていても、両手に荷物を抱えていても、端末を操作できる点であると言える。これにより、読み書きや見ることに障害をもつユーザも、より簡単に操作できるようになった。
また、iPhone 4Sではテキストメッセージを音声アシスタントで送信できるようになっており、iMessageという、他のiOS 5搭載製品にテキストメッセージを文字数制限なしで送信できるApple独自のインスタントメッセージプログラムを使用できる。このプログラムではテキストメッセージを端末の音声制御によるソフトウェアアシスタントで作成したり、送信したメッセージへの返信を読み上げることができる。入力はマルチタッチスクリーンに表示されたキーボードか、マイクロフォンを用いた音声認識機能を使用する。入力された文章は予測変換かスイスでのフランス語といった方言を含むスペルチェッカーのようなサジェッションソフトウェアでサポートされる。
発表によるとiPhone 4Sを多くの言語でサポートする計画があり、言語要件によって異なる機能として大容量の辞書を必要とする単語予想機能やスペルチェッカーのようなキーボードがある。常にではないが言語サポートはデバイス発売時のiOS 5に関連する。発売時Siriのデジタルアシスタントはフランス語、英語、ドイツ語のみでも対応だった。その後、iOS 5.1.1がリリースされたことによって、Siriは日本語に正式に対応した。　マルチタッチディスプレイでキーボードが表示されるようになって以降、物理的に変更すること無く多くのキー配列に対応できるようになった。iPhone 4Sでは違う言語や文字を同時に表示できる。
iOSは、2015年9月リリースのiOS 9までのアップデートに対応している。iOS 9が対応する最も古い機種である。2016年6月14日（日本時間）に行われたWWDC2016で発表となったiOS 10には対象外となった。

2019年7月22日にiOS 9.3.6が配信された。

### ハードウェア

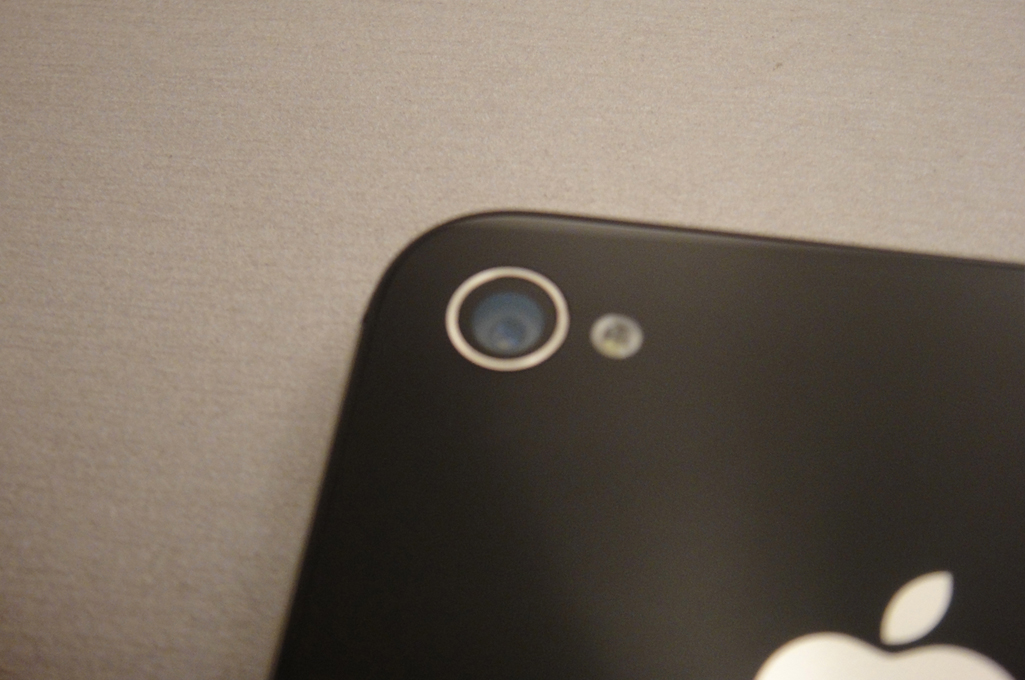
iPhone 4Sには8メガピクセルカメラが搭載され、1080pビデオ録画が可能になっている。

iPhone 4Sはイマジネーションテクノロジーズ製PowerVR SGX543というGPUが内蔵されたSoCであるApple A5が使用されている。このGPUではOpenGL ES 2.0をハードウェアサポートしたピクセル、バーテックス、ジオメトリシェーディングを実現している。SGX543はiPhone 4Sの前機種であるiPhone 4に搭載されていたGPUの改良版である。またiPhone 4SはiPad 2と同じ方法でApple A5 SoCを統合したデュアルコアが使用されている。Appleによればグラフィック処理はiPhone 4と比べて「最大7倍速い」としており、Epic Games代表のマイク・キャップスもそれを証明した。iPhone 4と比べてインタラクティブマルチメディアアプリケーションが改善されている。
また512MBのLPDDR2 RAMが搭載されており、最大ストレージ容量は64GBまで増量されており、他には32GB、16GBモデルが販売されている。画面サイズは旧機種と同じ3.5インチ (89 mm)で解像度は640×960（Retinaディスプレイ）である。
セルラー(GSM)アンテナもiPhone 4から改善された。新しいアンテナは2つに分割され側面に包められているステンレス鋼バンドに内蔵されている。それによってiPhone 4Sを握った時にセルラーアンテナの一部が弱まる場合でも握られていない部分を受信する。iPhone 4SはHSDPA+による14.4Mbpsの理論上最大ダウンロードスピードをサポートしている。内蔵チップが改善された結果、ワールドフォンに加え、CDMAやGSMユーザーはGSMネットワークで国際的にローミングできるようになった。また、Bluetooth 4.0にも対応している。
iPhone 4Sに搭載されている背面カメラはiSightカメラと命名され、8メガピクセル（3,264×2,448ピクセル）の写真撮影、30fpsの1080p動画撮影が可能で明瞭度が30%改善、ホワイトバランスも26%改善、色精度といったクオリティのアップグレードも図られている。レンズ自体もIRフィルター、広角絞りf/2.4、イメージシグナルプロセッサ（内蔵A5）搭載となっている。
iOS 5.1ではカメラはロックスクリーンから直接アクセスでき、音量調整ボタンはシャッタートリガーを兼ねている。内蔵ジャイロスコープは動画撮影の際にカメラをスタビライズすることができる。その他の機能としてマクロ機能（接写時に使用）や初回撮影時は起動から1.1秒で次撮影時は半分の時間で撮影できる速写機能がある。
iPhone 4Sには3.5インチ (89 mm)、960×640ピクセルのマルチタッチRetinaディスプレイが搭載されている。左サイドには2つの音量調整ボタンとマナーモードに切り替えるスイッチが、左上には3.5mmのヘッドフォン端子と通話やスピーカーフォン/FaceTime（ビデオ通話）モードでのノイズキャンセリングで使用されるマイクロフォンが、右上上部には電源ボタンが、右サイドにはSIMカードスロットが、下部には右側にスピーカー出力があり左側にはマイクロフォン入力が、中央部に30ピンのDockコネクタがある。また、AirPlayやApple製のAVケーブル経由での映像出力に対応している。対応ビデオフォーマットはH.264（1080p 最大30fps）、MPEG-4 video、Motion JPEG（M-JPEG）である。
ユーザーによる入力に加えて、3軸ジャイロスコープや加速度計、近接センサー、環境光センサーといった搭載センサーによって向きや外部環境に関する情報が端末に与えられる。またiPhone 4Sはスタンバイ状態で200時間（iPhone 4は300時間）、3Gでの通話で8時間（iPhone 4は7時間）、2Gでの通話で14時間、3Gでのブラウジングで6時間、Wi-Fiでのブラウジングで9時間持つとされている。さらに映像再生で10時間、音楽再生で40時間持つとされている。

### デザイン

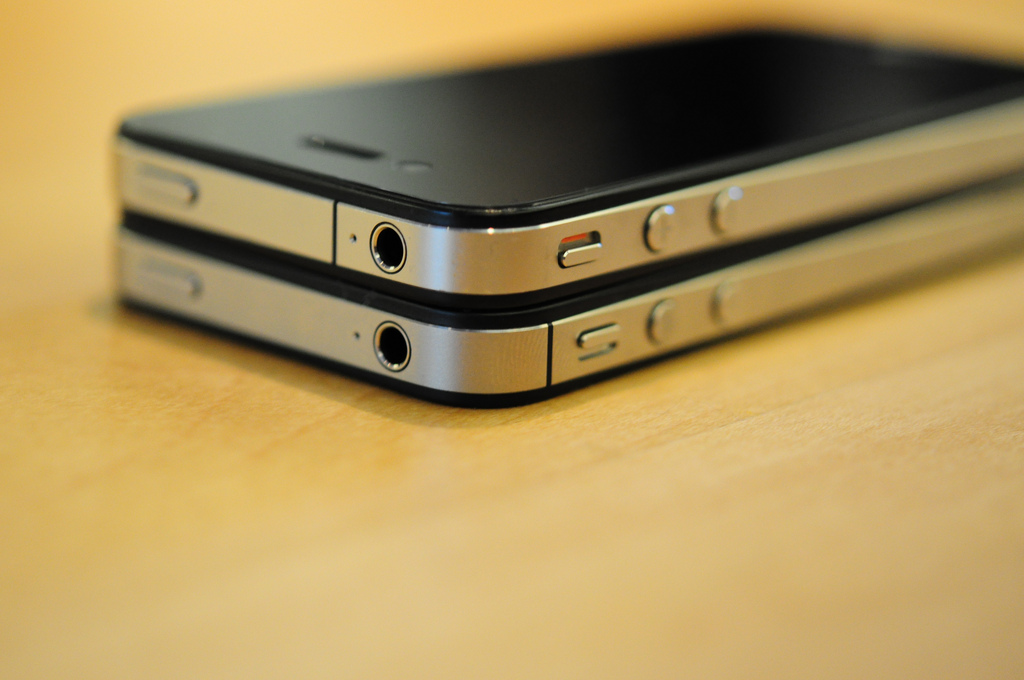
iPhone 4のGSMモデル（上）とiPhone 4S（下）の比較。端末の周囲に境界を形成している再配置されたステンレス鋼のアンテナに注目。

iPhone 4Sにはステンレス鋼でできた2つのセルラーアンテナがある。Appleは、iPhone 4を持つ位置によってセルラー信号が減衰する問題があることがユーザーによって報告されたためにiPhone 4Sの設計にあたりアンテナを再設計した。改善点として端末が2つのアンテナをスイッチングすることによって常に良い信号を送受信を可能にしたことにある。2つのアンテナはiPhone 4Sの側面全体を包み込むステンレス鋼バンドで構成されており、セルラーネットワークやGPS、Bluetooth、Wi-Fiでのやり取りに使われている。
iPhone 4、4Sは以前のApple製品のデザインと異なり、前面と背面の間の帯のような背面の膨らみは無くなり、表面は平らになっている。この再設計は功利主義とiMacやiPadといった既存Apple製品の均一性を反映したものになっている。iPhone 4Sの寸法は全体的に3GSより小型になっている。
縦が4.53インチ (115 mm)、横が2.31インチ (59 mm)、奥行が0.37インチ (9.4 mm)であり、縦が4.55インチ (116 mm)、横が2.44インチ (62 mm)、奥行が0.48インチ (12 mm)のiPhone 3GSと比較してiPhone 4や4Sは21.5%薄い。アルミノケイ酸塩強化ガラスでできた2つのパネルに挟まっており、Appleは「プラスチックより20倍硬く、強度は30倍化学的に強化している」としており、理論的に旧機種より傷に強く耐久性がある。また、背面のAppleロゴマークはiPhone 4と同じく、クローム処理が施されている。

## 評価

### 主な反応
iPhone 4Sに対する反応は概ね良好である。レビュアーはSiriや新型カメラ、処理速度に関して旧機種より重要なアドバンテージであると評している。Engadgetのティム・スティーブンスは「iPhone 4SはiPhone 4より全て優れているが、単純に実質的な違いまでは見いだせない。」と、The Vergeのジョシュア・トポルスキーは「車に例えるならメルセデスだ。」と、またSiriに関して「おそらくAppleがリリースしたアプリケーションで最も斬新。」と述べている。レビュアーのほとんどはSiriをiPhone 4Sの最も重要な機能としており、Wiredのブライアン・チェンは「第5世代iPhoneの素晴らしいカメラやデュアルコアプロセッサーも上品な付加価値だが、Siriこそ購入する理由になる」と述べている。
Retveroがアメリカ合衆国内顧客1300人以上に調査したところスマートフォンユーザーの71%がiPhone 4Sには失望しなかったと答えたが、iPhone 4ユーザーのほぼ半分の47%のうち12%はより大きなディスプレイを、21%がリフレッシュされたデザインを、29%が4Gをそれぞれ求めているという結果になった。Echoing technology punditsとロイターはiPhone 4による最も決定的な区別の不足は競合他社にチャンスを与える新たな市場を開拓したとしている。ガートナーのアナリストであるC・K・ルーはAppleには最先端を牽引することはもはや無く4Sはブランド信仰で売れているだけで固定ファンはiPhone 5により薄い外見、縁無しディスプレイ、より強力な機能を予測していることを信じていると述べている。固定ファンはまた安く最低限なiPhone 4を求めているとしている。
iPhone 4Sでのゲームプレイは同じクアッドコア環境のみで同じSGX GPUが使用されているPlayStation Vitaやニンテンドー3DSといった携帯型ゲームになぞらえる。さらに、iPhone 4SはPlayStation 3やXbox 360でそれぞれ2億7500万、5億の毎秒ポリゴン処理数を誇る据置型ゲーム機と比べて毎秒8000万ポリゴンを処理できる。
CVG誌のアンディ・ロビンソン副編集長はTechRadarで「iPhone 4Sは相違なくiPhoneを中核ゲーム機として非常に信頼させるものである。単にニンテンドー3DSを視覚的に凌ぐゲームを作り出すだけでなく、クラウドセービングやTVストリーミングに対応する機能もゲーマーを本気にエキサイトさせている。」と、ジョン・ペディー・リサーチのベテランゲームアナリストであるテッド・ポラックは、iPhone 4Sでゲームをする際のもっとも大きい改善点がSiriによる音声コントロールだと信じており、「nintendogsのプレイヤーが賞賛する機能の一つがゲームで会話をすることだ。iPhone 4Sでゲームをしない理由は無く、遥かに洗練された音声コントロールになっている。」と述べている。

### 商業的実績
過去のiPhoneと異なり、iPhone 4の販売数は4Sの発表までまだ最高潮に達していなかった。また過去のiPhoneは前機種の販売数減少の間か後に発売していた。加えて、iPhone 4ユーザーはiPhone 4自体に満足していて高く評価していた。にもかかわらず、彼らはAppleにより需要を発していて、iPhone 4はまだヒットしていて、新ユーザーは見た目が変わらないことを気にしなくてもいいかもしれず以前よりiPhone 4自体を持っていないと感じるというAppleの考えを忘れているとしている。iPhone 4Sの発表時、サムスン電子、HTC、ノキアの株価は発表後の水曜日に上昇し、Appleの株価は下がった。しかし、翌日Appleの株価は反発し終値で1%上昇した。
予約開始時、AT&TはiPhone 4Sの需要は「桁外れ」と述べた。AT&Tには20万台以上の予約が12時間で入った。ドイツテレコムも顧客の関心も高く満足していると述べている。AT&Tに加えて、ベライゾン、スプリントでも2011年10月8日に予約分が完売し、9日に1、2週間分の新たな予約分を充填した。20日、AT&TでのiPhone 4Sのアクティベーションが100万台を突破した。10月10日、Appleは予約開始から最初の24時間でiPhone 4Sの予約分が100万台を突破し、iPhone 4の60万台記録を破ったと発表した。iPhone 4と4S間の16か月待ちで圧倒的な売上に貢献したと思われる。
2011年10月17日、AppleはiPhone 4Sが発売3日間で売り上げが400万台になったことと、2500万人のiOSデバイスユーザーがiOSの最新バージョンでiPhone 4Sにも搭載されているiOS 5にアップデートしたと発表した。Appleのワールドワイドプロダクトマーケティング担当上級副社長のフィリップ・シラーは「iPhone 4Sはこれまでの携帯電話の中で素晴らしいスタートを切っていて、発売最初の週末で400万台を売り上げ、最初の3日間でiPhone 4の2倍の売上になった。」と述べている。中古携帯電話市場では4Sの発表で一週間の間、下取り率が前代未聞となり、その後買取価格は下落した。旧世代のiPhoneは様々な方法で市場を通してリサイクルされ、第三者のバイヤーも古いiPhoneを買い取ることができるようになったため、Appleも特別なプログラムで旧機種を買い取るようになった。2012年4月24日、AT&Tは2011年第4四半期で760万台、2012年第1四半期で430万台売り上げたと発表した。総計でAT&Tは2012年第1四半期までに売り上げたスマートフォン550万台のうち78%がiPhoneだったという。